# Bé (filosofia)

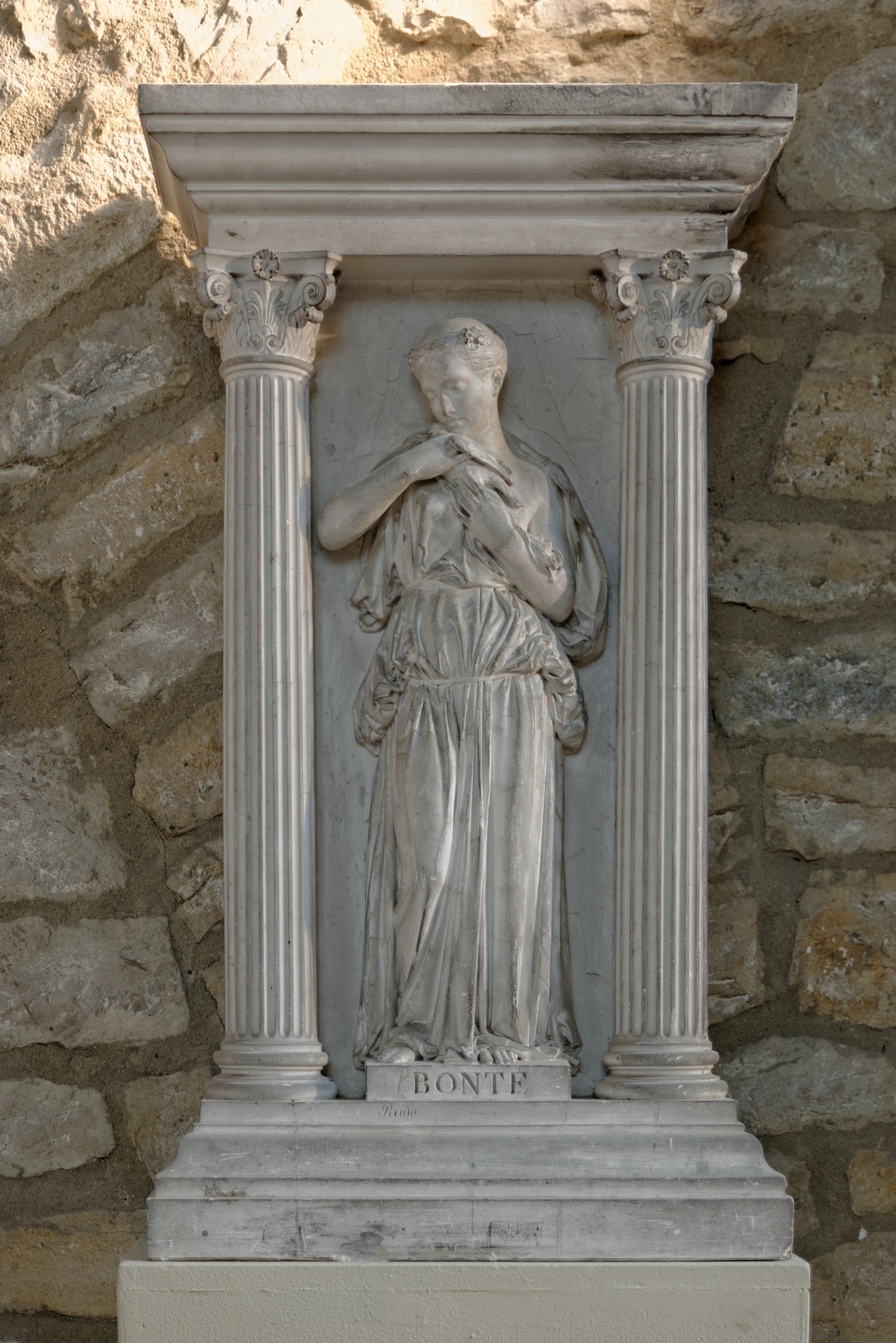
Personificació de la bondat, 1839

El bé o bondat és la qualitat moral que porta el subjecte a actuar correctament, és una virtut i un objectiu vital si la persona vol obrar d'acord amb la seva ètica.
Segons el corrent filosòfic, el bé pot consistir en unes característiques o unes altres, però totes les escoles estan d'acord en uns manaments bàsics (que per als defensors del jusnaturalisme constituirien un bé natural, anterior a qualsevol societat), com el respecte a la vida o no ferir els altres, així com seguir els propis principis, apartar-se del vici, conrear l'amor, ser conscient de la pròpia existència i del valor de les pròpies decisions o evitar els excessos.
Així, el bé pot ser entès des d'una posició metafísica, donant-li la categoria d'entitat pròpia, o des d'una posició ètica, el bé seria una característica puntual d'algunes accions humanes, p. e.: el jusnaturalisme que considera que hi ha un dret natural, el qual mostra la diferència entre el Bé i el Mal, a cavall de les dues posicions.

## Metafísica, ètica i religió
Hi ha diverses concepcions a l'hora de considerar què és el bé:
Hi ha una opció que planteja l'existència d'un bé absolut (i, per tant d'un mal absolut). Seria la concepció metafísica del bé i del mal. Segons aquesta visió el bé no és una característica de les accions humanes, sinó una entitat plena que lluita contra el mal. Les concepcions filosòfiques relacionades amb la justificació de determinats postulats religiosos solen tenir aquesta visió, que relacionen el bé amb Déu (Agustí d'Hipona, Tomàs d'Aquino). La concepció d'aquest bé filosòfic està relacionada amb la moral proposada des de la religió.
Hi ha una opció, amb múltiples interpretacions, que planteja el bé, no com una entitat, sinó com una sèrie de característiques de les accions humanes que permeten qualificar-les de bones. Aquest és el bé de l'ètica. El bé ètic pot ser absolut, si es considera que hi ha una sèrie de conductes desitjables en si mateixes, o relatiu, si es creu que el que és bo i dolent canvia segons el context social i personal.

## Bona acció
Tot i això, no hi ha una visió única de qualificar una acció, bona o dolenta, que determini el concepte de bé.
Les ètiques teleològiques proposen que una acció és "bona" quan les conseqüències ho són. Aristòtil considera que una acció és bona quan proporciona felicitat, Epicur considera que una acció és bona quan proporciona plaer, David Hume considera que una acció és bona quan provoca sentiments d'aprovació (emotivisme moral), o John Stuart Mill, com a màxim representant de l'utilitarisme, considera que una acció és bona quan proporciona el màxim benestar per al màxim nombre de persones (principi d'utilitat).
Les ètiques deontològiques proposen que una acció és bona en funció de l'acció i no de les seves conseqüències. Immanuel Kant ho planteja per mitjà l'imperatiu categòric que formula en els termes següents: "obra només segons aquella màxima que puguis voler que esdevingui, alhora, en llei universal".